# 블류마 제이가르니크
블류마 자이가르니크(러시아어: Блю́ма Ву́льфовна Зейга́рник, ru; 1900년 9 November(율리우스력 27 October) – 1988년 2월 24일)는 리투아니아 출신의 소련 심리학자이자 베를린 실험 심리학 학파와 소위 비고츠키 서클의 일원이었다. 그녀는 제2차 세계 대전 이후 소련에서 실험적 정신병리학을 독립적인 학문으로 확립하는 데 기여했다.
1920년대에 그녀는 기억에 대한 연구를 수행했는데, 이 연구에서 그녀는 중단된 작업과 완료된 작업에 대한 기억을 비교했다. 그녀는 중단된 작업이 완료된 작업보다 더 잘 기억된다는 것을 발견했는데, 이는 현재 미완성 효과로 알려져 있다. 1931년부터 그녀는 소련에서 일했다. 그녀는 모스크바 국립 대학교 심리학과의 공동 설립자 중 한 명으로 간주된다. 1983년에 그녀는 자신의 심리학 연구로 레빈 기념상을 수상했다.
그는 자이가르니크 효과로 알려져 있다.

## 어린 시절과 교육
자이가르니크는 볼프와 로냐 페이가 게르스테인 부부의 외동딸로 수발키현 (현 리투아니아)의 프리에나이에서 유대인 가족의 제냐 블류마 게르스테인(또는 게르스테나이테)으로 태어났다. 그녀의 주 언어는 러시아어였지만, 이디시어, 리투아니아어, 폴란드어도 구사할 수 있었다. 블류마의 부모님은 미래의 남편인 알베르트 자이가르니크를 비공식적으로 입양하고 두 자녀의 해외 교육비를 지불했다.
1927년에 박사 학위 논문을 위해 작성해야 했던 자서전적 노트에 따르면, 훔볼트 대학교 기록보관소에서 확인할 수 있는 이 노트에서 그녀는 15세까지 개인 교습을 받았고 1916년에 민스크의 라이만-달마토 김나지움 [5학년]에 입학하여 1918년에 최종 시험을 통과한 후 졸업했다고 썼다. 1920년부터 1922년까지 그녀는 카우나스에 있는 리투아니아 고등 연구 과정의 인문학부 강의에 참석했다 [현 비타우타스 마그누스 대학교].
1922년 5월, 미래의 부부는 베를린으로 떠났고, 그는 폴리테크닉 연구소에서 공부하고 그녀는 베를린 대학교에서 공부했다. 그들은 1924년 1월 9일 카우나스에서 결혼했다. 베를린 훔볼트 대학교에서 그녀는 쿠르트 레빈을 만났고 졸업 후 그의 실험 작업에 조수로 참여했다. 그녀는 1925년에 졸업하고 1927년에 같은 대학교에서 박사 학위를 받았다. 그녀는 쿠르트 레빈의 지도 아래 작성된 논문에서 미완성 효과를 설명했다.

## 말년
1931년 5월, 자이가르니크는 베를린에서 모스크바로 거처를 옮겼고, 그곳에서 공산주의 아카데미 자연과학부 소속 고등 신경 활동 연구소, 전연방 실험 의학 연구소(1932-1944년 모스크바에 존재)의 정신신경과 병원, 그리고 1940년대부터 모스크바 정신과 연구소에서 레프 비고츠키와 긴밀히 협력하기 시작했다.
1940년에 자이가르니크의 삶에 큰 사건이 발생했다. 그녀의 남편 알베르트는 체포되어 (1942년 2월 26일) 내무인민위원회 특별위원회에 의해 노동 수용소에서 10년 형을 선고받았다. 이는 종종 굴라크라고 불리며, "외국 첩보원의 스파이 활동" 혐의로 (1956년 6월 27일 복권되었다) 선고받았다. 이 시점에 그들은 두 자녀를 두고 있었는데, 한 명은 6살 (1934년생)이고 다른 한 명은 1살 미만 (1939년생)이었다. 그녀는 혼자서 그들을 돌봐야 했다. 알베르트는 1940년대에 수용소에서 사망했다.
제2차 세계 대전 동안 자이가르니크와 그녀의 아이들은 모스크바에서 피난했다. 그 시기에 그녀는 알렉산더 루리아 및 다른 심리학자들과 함께 첼랴빈스크주 키세가치 마을의 제3120 신경외과 병원에서 뇌 손상 후 인지 및 정신 기능 회복과 부상자 재활 치료에 참여했다. 

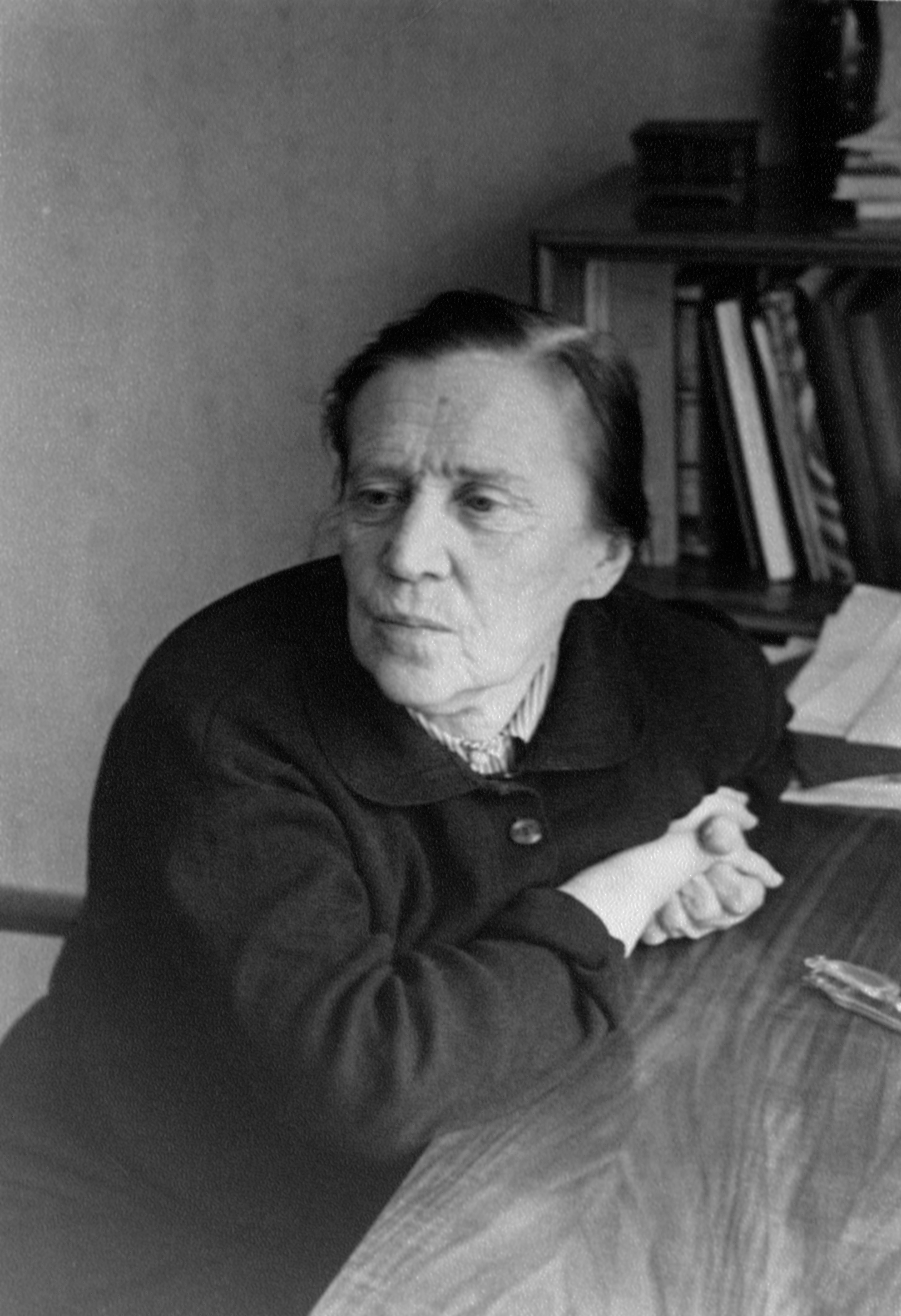
1980년대의 자이가르니크

자이가르니크는 1988년 2월 24일 모스크바에서 사망했다.

## 영향
자이가르니크에게 영향을 준 사람들 중 한 명은 쿠르트 레빈이었다. 자이가르니크는 1924년에 베를린 훔볼트 대학교에서 레빈을 만났다. 이 시기에 레빈은 교사이자 연구원이었다. 자이가르니크는 그의 진보적인 견해를 좋아했고 그의 연구 그룹 내에서 과학 경력을 시작했다. 그녀가 그의 잘 알려진 이론인 미완성 효과를 개발한 것은 레빈과 함께였다. 레빈은 자이가르니크의 삶에 주요한 영향을 미쳤을 뿐만 아니라 좋은 친구이기도 했다. 자이가르니크에게 또 다른 영향을 준 사람은 레프 비고츠키였다. 자이가르니크는 1931년에 그와 알렉산더 루리아, 알렉세이 레온티예프와 함께 만나서 일하기 시작했다. 그들은 함께 정신 구조와 일반 심리학과 관련된 주제를 연구했다. 그들의 연구는 또한 자이가르니크가 자신만의 심리학 분야를 만들고 이름을 붙일 수 있게 해주었다.

## 연구 및 기여
1920년대에 자이가르니크는 레빈의 지도 아래 연구를 계속했고, 기억에 대한 연구를 수행하여 중단된 작업과 완료된 작업에 대한 기억을 비교했으며, 사람들이 완료된 작업보다 중단된 작업을 더 잘 기억하는 경향이 있다는 것을 발견했다. 이 발견은 미완성 효과로 알려지게 되었다.
1930년대에 그녀는 고등 신경 활동 연구소에서 일하기 시작했고, 그곳에서 비고츠키의 영향을 받았다. 비고츠키의 영향을 받아 그녀는 추론 병리, 정신병 및 인격 장애, 외상 후 어리석음 등과 관련된 다양한 문제에 대해 연구하기 시작했다. 레빈의 또 다른 제자이자 베를린 대학교 졸업생인 기타 비렌바움은 그녀의 긴밀한 협력자였다.
1940년에 자이가르니크는 뇌 손상의 영향에 대한 연구를 출판하기 시작했다. 그녀의 연구는 1941-1943년에 알렉산더 루리아가 조직한 피난지 제3120 신경외과 병원에서 계속되었다. 그녀의 주요 관심사는 뇌 전두엽의 군사적 부상으로 인한 자발성 상실이었다. 병원에서 그녀의 또 다른 연구 분야는 반사성 뇌진탕 후 청각-실어증이었다. 1940년대 말까지 그녀는 군사적 외상을 입은 환자와 그렇지 않은 환자의 병리를 비교할 수 있는 상당한 지식을 축적했다. 이 연구의 결과로 그녀는 박사 학위 논문을 준비했지만, 완료 직전에 원고가 도난당했다. 1950년에 소련에서 반유대주의 캠페인이 시작되면서 자이가르니크는 연구실장을 그만두었고, 1953년에는 정신과 연구소에서 해고되었다. 같은 해 스탈린 사망 후 그녀는 연구소로 복귀했다.
1959년까지 그녀는 "정신 질환 환자의 사고 장애"라는 제목의 또 다른 과학 박사 학위 논문을 준비했다. 논문에서 자이가르니크는 조현병, 간질, 뇌혈관 질환, 뇌 손상, 지적 장애, 뇌염, 진행성 마비, 조울증, 인격 장애로 진단받은 710명의 환자를 대상으로 한 연구 결과를 설명했다. 사실, 그녀는 같은 기간 동안 다른 환자 및 다른 주제에 대한 연구에도 참여했다. 자기 조절, 행동의 매개 (매개라는 용어는 레프 비고츠키가 도입), 신경 및 정신 질환 환자를 위한 치료 조직 등의 문제였다. 자이가르니크는 사고 장애의 세 가지 주요 범주를 고려했다. 일반화 과정의 왜곡, 사고의 논리적 구조 왜곡, 목표 지향적 사고의 왜곡이었다. 그녀는 이 세 가지 주요 범주의 어떤 하위 범주가 특정 질병의 특징이며 이를 가장 잘 식별하는 방법을 탐구했다. 단 하나의 진단된 질병에만 특징적인 사고 장애는 없다는 것이 밝혀졌다. 그러나 각 질병에 대해 일부는 더 전형적이고 일부는 덜 전형적이었다. 실험적 심리학적 데이터와 임상 데이터를 비교함으로써 질병을 더 효과적으로 진단할 수 있었다. 실험 데이터는 자이가르니크가 정신 활동을 별도의 과정으로 나누는 일반적인 구분이 인위적이며 사고의 붕괴를 일관되게 설명할 수 없다는 결론을 내리게 했다. 사고는 별도의 과정이 아니라 활동으로서 붕괴된다. 자이가르니크의 연구 덕분에 1940-1950년대 소련에서는 체계적으로 구축된 방대한 연구 데이터가 축적되었으며, 이는 나중에 실험적 이상 심리학의 기초를 형성하고 다음 수십 년 동안 크게 확장되었다.
다음 몇 년 동안 자이가르니크는 의식, 인격, 지각, 기억 장애를 포함하여 정신 질환 환자의 다양한 유형의 장애 심리학에 전념하는 여러 모노그래프와 대학 교육용 교과서를 출판했다. 이 연구들은 실험 재료의 축적, 연구 개념 및 방법론의 개발, 심리 검사 및 실험의 과제 및 가능성, 규범에서 심리학을 이해하고 정신의학 발전을 위한 병리 심리학 연구의 역할을 기록했다. 정신 질환 환자의 사고 장애 (1958), 사고의 병리학 (1962), 이상 심리학 개론 (1969), 인격과 활동의 병리학 (1971), 이상 심리학의 기초 (1973), 이상 인격 발달 심리학에 대한 에세이 (1980), 이상 심리학 (1968).
자이가르니크는 주로 실험보다는 개별 특성이나 성격 특성의 측정 및 상관관계에 중점을 둔 심리학 연구를 비판했다. 그녀는 일련의 기술을 사용하는 것이 필수적이라고 생각했으며, 병리 심리학 연구는 여러 구성 요소를 포함해야 한다고 믿었다. 실험, 환자 인터뷰, 연구 중 환자 행동 관찰, 아픈 사람의 삶의 이야기 분석(의사가 전문적으로 작성한 병력과 임상 기록), 실험 데이터와 환자의 삶의 역사를 비교하는 것이었다. 그녀의 관점에서, 동적인 방식으로 연구를 수행하는 것이 매우 중요하다(항상 가능하지는 않지만), 즉 1~2년 후에 같은 사람을 보는 것이었다. 실험은 정신의 근본적인 개별 구성 요소로의 분리 불가능성을 고려해야 하므로, 개별 구성 요소의 특성을 측정하는 것으로 축소될 수 없다. 동시에 그녀는 사변적인 심리학 연구, 즉 체계적인 실험 연구와 관련이 없는 이론과 아이디어를 비판했다. 자이가르니크는 가장 유익한 연구는 지적 영역(감각, 지각, 아이디어, 개념 및 그 조합, 언어와 관련된) 분석과 관련이 있으며, 더 변동성이 큰 감정적 영역(기분, 감정, 충동)과는 관련이 없다고 지적했다. 그녀의 의견에 따르면, 병리 심리학 실험을 구성하는 주요 원리는 환자의 정신 과정 진행에 대한 질적 분석 원리이며, 단순히 점수를 측정하는 과제와는 대조적이다. 환자가 이해하거나 완료할 수 있었던 과제의 복잡성 외에도, 그녀는 환자의 실수가 무엇으로 인해 발생했는지, 무엇이 어려웠는지 아는 것이 중요하다고 생각했다. 건강한 피험자들은 실험에 대해 과제를 수용하고 지시를 따르는 것이 일반적인 태도이지만, 정신 질환 환자는 때때로 과제를 무시하거나 잘못 해석하거나 때로는 지시에 적극적으로 저항한다. 자이가르니크는 병리 심리학 실험은 실험자와 피험자 간의 공동적인 양방향 활동이며, 병리 심리학 실험 상황은 실제 삶의 한 부분이라고 지적했다. 따라서 실험은 어떤 정적인 심리 상태를 고정해서는 안 되며, 오히려 형성적이어야 한다. 그녀의 아이디어에 따르면, 진단 테스트는 비고츠키적 의미에서 심리 실험으로 수행되어야 한다.
자이가르니크의 연구는 조국에 큰 공헌을 했고 병리 생리학자로서 그녀는 자신의 연구를 의료, 특히 임상 작업에 활용했다. 자이가르니크의 풍부한 경험은 러시아 심리학의 발전 단계를 제시하는 데 도움이 되었다. 그녀의 연구는 임상에 초점을 맞췄고 이는 정신과 의료 전문가들이 정신 건강 문제에 주의를 기울이는 데 도움이 되었다. 또한 그녀는 계속 가르치면서 정신 건강과 임상 실습의 중요성에 집중했다. 나중에 자이가르니크는 환자의 심리 상태에 대한 성격 평가와 결함 구조에 대한 일반적인 이해의 중요성이 핵심이라고 결론지었다. 자이가르니크는 "정신과 진료에서 제시되는 어떤 문제든, 장애 검사에 관한 것이든, 완화 구조 연구에 관한 것이든, 치료 효과에 관한 것이든, 심리 연구 데이터는 특정 정신 과정보다는 전체 인격의 자격을 제시할 때만 즉시 유용하다"고 말했다.

## 미완성 효과
심리학에서 미완성 효과는 사람들이 완료된 작업보다 완료되지 않았거나 중단된 작업을 더 잘 기억한다는 것을 의미한다(이 효과는 옵시안키나 효과와 혼동되어서는 안 된다). 게슈탈트 심리학에서 미완성 효과는 게슈탈트 현상의 일반적인 존재를 입증하는 데 사용되어 왔다. 즉, 지각적 효과로만 나타나는 것이 아니라 인지에서도 나타난다는 것이다.

## 수상 및 영예
1978년, 자이가르니크는 모스크바 국립 대학교로부터 로모노소프 상을 받았다.
1980년, 자이가르니크는 라이프치히 국제 심리학 학술 대회에 참석했는데, 이는 소련 밖으로 여행하여 외국 동료들을 만날 수 있는 최초이자 몇 안 되는 기회 중 하나였다. 그곳에서 그녀는 미네소타 대학교 교수이자 쿠르트 레빈 기념상 위원회 의장인 준 루인 탭을 만났는데, 그녀는 자이가르니크가 여성이고 쿠르트 레빈의 마지막 베를린 제자 중 한 명이라는 사실에 놀랐다. 1983년, 준 루인 탭은 그녀를 쿠르트 레빈 기념상 수상자로 발표했다. 비록 그녀는 소련 밖으로 여행하는 것이 허용되지 않았지만, 그녀는 졸업장과 재정적 지원을 받았다. 각 수상자는 보통 논문을 발표했고, 자이가르니크는 자신의 기사( 주로 그녀의 책 "쿠르트 레빈의 인격 이론"(러시아어)을 기반으로 함)을 제출했다.

## 선정된 출판물
- 1927: Das Behalten erledigter und unerledigter Handlungen. Psychologische Forschung 9, 1–85.
- 1965: The Pathology of Thinking. New York: Consultants Bureau Enterprises.
- 1972: Experimental Abnormal Psychology. New York: Plenum Press.
- 1984: Kurt Lewin and Soviet psychology. Journal of Social Issues 40 (2), 181–192.